# 553 до н. е.

## Народились
- Імператор Ітоку, 4-й імператор Японії, синтоїстське божество, легендарний монарх.[1]